# Jack Phillips
John George "Jack" Phillips (ur. 11 kwietnia 1887 w Farncombe, zm. 15 kwietnia 1912) – starszy radiooperator na statku RMS Titanic. Do niemal ostatnich chwil nadawał sygnał SOS i pozycję geograficzną tonącego statku po kolizji z górą lodową 14 kwietnia 1912.

## Życiorys
Przed rozpoczęciem służby na Titanicu pobierał naukę w szkole "Marconi Company's Wireless Telegraphy Training School". W 1906 rozpoczął służbę na statku Teutonic jako młodszy radiooficer. Przez kolejne dwa lata pracował na statkach Mauretania, Lusitania  i Olympic. W 1908 rozpoczął pracę na lądzie w stacji nadawczej "Marconi Transatlantic Station" w Irlandii. Do służby na morzu powrócił w 1911 na statku RMS Adriatic.
W marcu 1912 przybył do Belfastu, gdzie został awansowany na stanowisko starszego radiooficera na Titanicu. Na pokład wsiadł w Southampton.
Przeżył zatonięcie statku, dopłynął do pływającej do góry dnem szalupy ratunkowej B, wspiął się na nią i poinformował, że statek RMS Carpathia przybędzie na miejsce katastrofy o świcie. Wyczerpany pracą na stanowisku i długotrwałym przebywaniem w lodowatej wodzie, zmarł ok. godziny czwartej nad ranem. Jego ciało stoczyło się do wody i nigdy nie zostało odnalezione.